# 哈瑞寶

哈瑞寶的标志

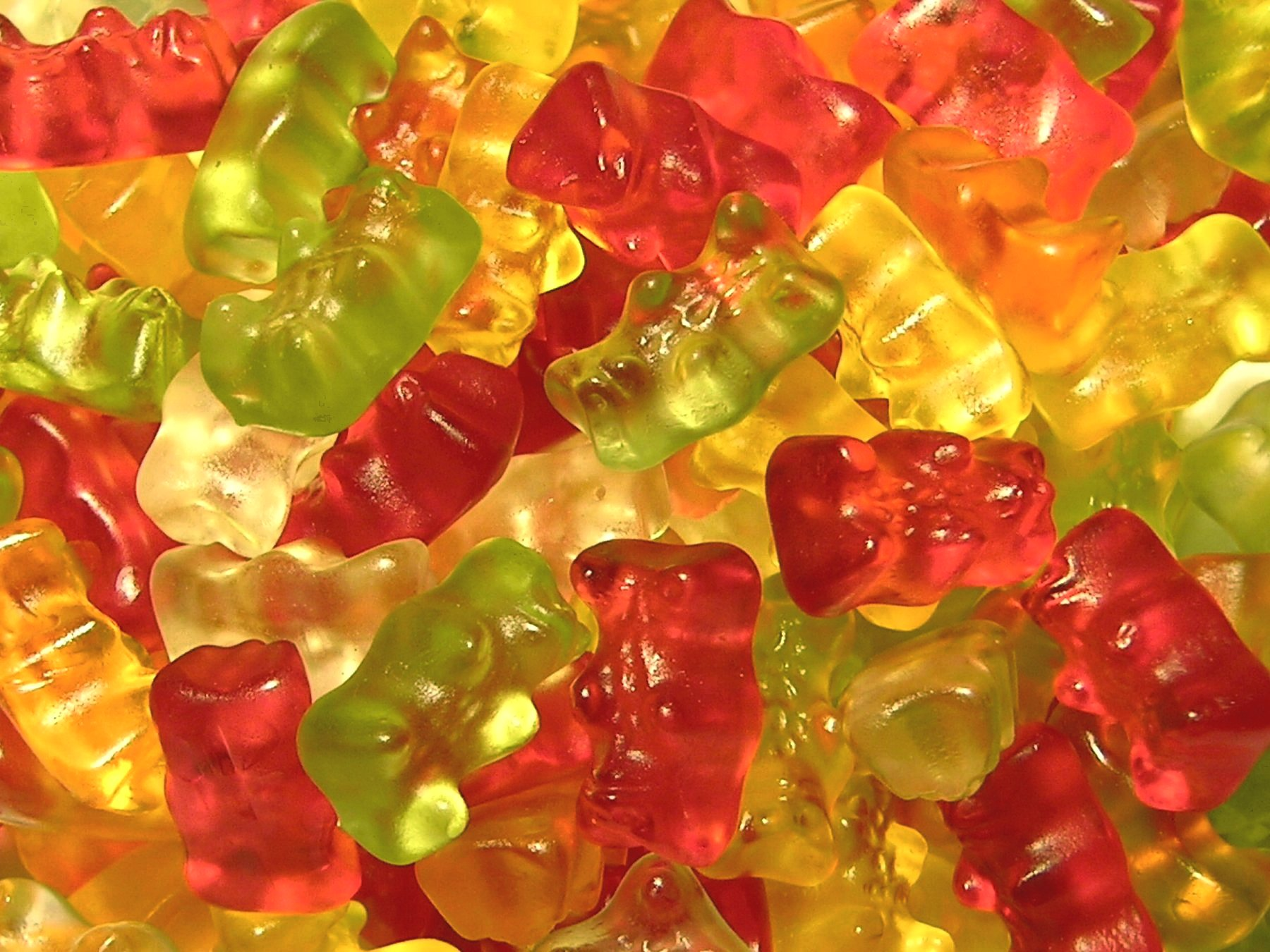
哈瑞寶的软糖熊

哈瑞寶（德語：Haribo），是一家德国糖果公司。1922年建立。公司總部位於德國格拉夫沙夫特。软糖熊是該公司生產的一款软糖，現名稱於1960年正式定名。該公司于1960年代开始向全球扩张，并于1980年代进入美国市场。
雖然為德國品牌，但在泰國可以以非常低廉的價格購買，因此也作為熱門伴手禮。
软糖熊一般含有動物明膠，非素食。但哈瑞寶公司針對素食主義者及清真飲食等消費者的需求，製作不使用動物明膠的软糖熊。

## 外部連結
- 哈瑞寶 Haribo 官方網站 （页面存档备份，存于）
- 哈瑞寶 Haribo的Facebook專頁
- 哈瑞寶 Haribo 香港官方網站 （页面存档备份，存于）
- 哈瑞寶 Haribo 香港官方的Facebook專頁
- 哈瑞寶 Haribo 香港官方的Facebook專頁